# Episodi de Il giovane ispettore Morse (quarta stagione)
La quarta stagione della serie televisiva de Il giovane ispettore Morse, composta da 4 episodi, è stata trasmessa sul canale inglese ITV dall'8 al 29 gennaio 2017. In Italia è stata trasmessa su Paramount Network dal 6 al 27 maggio 2020.
| n° | Titolo originale | Titolo italiano | Prima TV originale | Prima TV Italia |
| -- | ---------------- | --------------- | ------------------ | --------------- |
| 1  | Game             | Partita         | 8 gennaio 2017     | 6 maggio 2020   |
| 2  | Canticle         | Cantico         | 15 gennaio 2017    | 13 maggio 2020  |
| 3  | Lazaretto        | Lazzaretto      | 22 gennaio 2017    | 20 maggio 2020  |
| 4  | Harvest          | Raccolto        | 29 gennaio 2017    | 27 maggio 2020  |

## Partita
- Titolo originale Game
- Diretto da: Ashley Pearce
- Scritto da: Russell Lewis

### Trama
È l'estate del 1967 e dopo i drammatici eventi del finale della terza serie, le conseguenze della rapina in banca di quell'episodio gettano una lunga ombra su Joan Thursday, traumatizzata dalla sua esperienza come ostaggio, che ha bruscamente abbandonato Oxford lasciando desolati i suoi genitori. Per Morse, che si era reso conto troppo tardi del suo amore per lei, la sofferenza è altrettanto acuta e non riceve conforto da Fred Thursday che è sprofondato in una depressione che lo fa cercare rifugio in una cupa ostilità. La scoperta del corpo di un uomo scomparso nel fiume li tiene occupati, ma i segreti che emergono con il cadavere annegato portano la loro parte di dolore. Il corpo è quello del dottor Nielsen, un ricercatore su un progetto informatico all'avanguardia al Lovelace College che era stato coinvolto nella creazione della Joint Computing Network, una macchina all'avanguardia che sta per affrontare il suo primo vero test in una partita a scacchi contro l'accademico russo, il professor Yuri Gradenko. L'indagine su questo apparente suicidio viene presto complicata dall'apparizione di altri due cadaveri, entrambi a East Cowley Baths. Il primo inizialmente si crede sia vittima di un incidente, tuttavia, quando i genitori affranti della terza vittima, Edison Smalls, esprimono sorpresa per la presenza in piscina del figlio che non sa nuotare, i detective si rendono conto che qualcosa non quadra. Il residuo lasciato da uno strano olio sui volti delle due vittime più recenti stabilisce un collegamento, anche se i collegamenti tra le tre vittime sono difficili da individuare. L'indagine che segue rivendicherà un'altra vita e svelerà un terribile segreto di famiglia che è rimasto nascosto per anni. In questo episodio il giovane Morse trasmette la rabbia e la confusione ribollenti sulla scia di due amare delusioni: la perdita di Joan e la rivelazione che ha automaticamente fallito l'esame di sergente, dopo che gli atti del suo esame sono misteriosamente scomparsi prima di essere registrati. Il sovrintendente capo Bright avverte Morse che egli ha attirato attenzioni indesiderate esponendo la corruzione della polizia e gli suggerisce di prendere in considerazione l'idea di lasciare Oxford per ricominciare altrove.

## Cantico
- Titolo originale Canticle
- Diretto da: Michael Lennox
- Scritto da: Russell Lewis

### Trama
È la tarda estate del 1967 e mentre Morse, Fred e Win Thursday continuano a cercare di venire a patti con l'allontanamento di Joan, il mondo continua a girare e in questo momento gira al ritmo di una band conosciuta come The Wildwood, un misto tra Pink Floyd e The Beatles. L'arrivo di questa band a Oxford attira molta stampa, così come la visita della fanatica attivista morale Joy Pettybon. I rubacuori dai capelli lunghi sono proprio il tipo di hippy amanti della droga e della libertà che lei detesta e l'apparizione nello show televisivo Almanac sembra destinata ad alimentare le fiamme della controversia. Dopo una serie di minacce di morte, Pettybon si rivolge alla polizia e a Morse, contrariato, viene ordinato di fornire protezione. Questo lo mette in contatto con la figlia Bettina che vede nel giovane poliziotto una via di fuga dalla madre dispotica. Quando il collega attivista di Pettybon, il reverendo Golightly, viene trovato morto a causa dell'ingerimento di alcuni cioccolatini avvelenati presumibilmente destinati a lei, il sospetto cade immediatamente su Dudley Jessop. La sua rivista è stata chiusa e ha precedenti penali dopo essere venuto in aspro conflitto con Pettybon sui diritti dei gay. Inoltre, Barry Finch, un giovane operaio che lavorava vicino all'area occupata dalla band, è stato trovato strangolato, ma a un'attenta analisi sembra che sia il suo cuore ad aver ceduto. La storia dell'uso di droghe della band e la prontezza del loro manager a infrangere la legge suscitano i sospetti di Morse e Thursday, portando a un complesso mistero che si svolge sullo sfondo della torrida estate del 1967. Le lettere minatorie che Pettybon ha ricevuto risultano essere state spedite proprio dall'attivista stessa per aumentare la sua fama e il suo egocentrismo. Nonostante i tentativi del vero assassino del reverendo e di Barry Finch di sabotare Morse con un cocktail di droghe allucinogene, Thursday riesce a salvare il giovane detective e ad assicurare alla giustizia il colpevole.

## Lazzaretto
- Titolo originale Lazaretto
- Diretto da: Börkur Sigborsson
- Scritto da: Russell Lewis

### Trama
Sono passate dieci settimane da quando Joan Thursday ha abbandonato la famiglia e ha lasciato Oxford, spezzando il cuore dei suoi genitori, Win e Fred, ma anche lasciando sconsolato Endeavour. Nel reparto Fosdick nel Cowley General Hospital di Oxford arriva il paziente Terry Bakewell in manette. È in custodia cautelare in quanto testimone contro la banda di Matthews, che ha effettuato una rapina in una gioielleria e che è stata coinvolta nella rapina in banca avvenuta nell'ultimo episodio della terza serie. Morse viene incaricato di proteggere Bakewell da qualsiasi probabile attentato alla sua vita da parte dei suoi complici che vorrebbero impedirgli di testimoniare, ma il malvivente muore dopo poco per complicazioni in seguito all'operazione chirurgica a cui viene sottoposto. A lui era stato assegnato lo stesso letto, il numero 10, in cui erano morti tre pazienti nelle ultime cinque settimane. Tutti erano stati operati dall'anziano chirurgo Sir Merlyn Chubb e l'opinione del reparto è che la sua inettitudine sia responsabile; ma Morse è perplesso e poi il patologo Max scopre ferite da puntura nei corpi dei deceduti. Nel frattempo ha luogo un'altra morte misteriosa, una signora viene trovata esanime nella sua casa, circondata da carte e oggetti sparsi, nulla sembra collegarla all'ospedale, ma una conversazione con sua figlia Donna rivela che suo marito era morto nel famigerato letto 10 diversi mesi prima. La signora era convinta che alcuni dei suoi averi fossero stati rubati al marito degente dal personale e Donna afferma che sua madre stava aspettando una visita dall'ospedale stesso il giorno della sua morte per chiarimenti. Improvvisamente il sovrintendente capo Bright viene portato d'urgenza nell'ospedale per un attacco di ulcera dove viene trasferito nel temuto letto 10. Con tutto questo che sta succedendo, Endeavor, mentre prosegue le indagini, sta lottando con le sue emozioni, poiché incontra l'ex fidanzata Monica, infermiera dell'ospedale e la signora Caroline Bryce-Morgan, la cui figlia Susan stava per sposare, e riesce inoltre a individuare anche la scomparsa Joan a Leamington dove la ragazza vive con una relazione con un uomo sposato. Lei rifiuta l'offerta di Morse di tornare a Oxford, e il giovane accetta, dietro sua espressa richiesta di non dire ai suoi genitori dove ella si trovi. Un medico carismatico dell'ospedale viene sospettato per le morti misteriose del letto 10, finché Morse non scopre un incidente nel suo passato in cui per negligenza era morta una bambina di 11 anni. Un parente in lutto per l'accaduto è in cerca di vendetta e questo porterà Morse a svelare la chiave del mistero, salvando all'ultimo momento la prossima vittima designata, proprio il sovrintendente capo Bright, da un cocktail di insulina.

## Raccolto
- Titolo originale Harvest
- Diretto da: Jim Loarch
- Scritto da: Russell Lewis

### Trama
Settembre 1967 - Bright torna guarito in ufficio dopo essere stato ricoverato per un'ulcera al General Hospital di Oxford. Nel frattempo lo scheletro di un uomo viene rinvenuto durante degli scavi archeologici a Bramford. Thursday si rivolge immediatamente al caso irrisolto della scomparsa di Matthew Laxman, un botanico di Oxford nell'autunno del 1962. Il dottor DeBryn rivela tuttavia che le ossa appartengono a un uomo morto in quello che sembra essere stato un sacrificio rituale di duemila anni prima. Morse nota però un paio di occhiali nella terra degli scavi, che la vedova di Laxman, Alison, identifica come appartenenti a suo marito. Emerge presto che il professor Donald Bagley, un fisico amico di Laxman al Wolsey College era coinvolto insieme a Laxman nelle proteste contro la costruzione della locale centrale nucleare. Bagley infatti, un tempo sostenitore dell'energia atomica, ne era divenuto un acceso oppositore dopo la perdita della moglie, causata da una forma aggressiva di leucemia dovuta all'esposizione alle radiazioni. Morse, ancora distratto dal sotterfugio che circonda il suo incontro con Joan, non capisce perché Thursday insista affinché si riaprano le indagini sul caso Laxman, dopotutto la polizia della Contea aveva indagato a suo tempo non avendo trovato nulla di sospetto. Morse viene quindi inviato nel villaggio di Bramford per indagare scontrandosi con un inquietante muro di silenzio...una persona scomparsa che tutti affermano di non aver mai visto, antichi riti locali legati al raccolto e all'equinozio. Una coppia di americani Levin e Jon, quest'ultimo lavora nella centrale, e l'evasività sul fatto che fossero in Inghilterra al momento della scomparsa di Laxman solleva i sospetti di Morse, ma ottenere l'accesso alle strutture si rivela difficile ed è solo con l'aiuto di Dorothea Frazil che Morse riesce a intrufolarsi e a parlare con il manager Elliott Blake il quale insiste sul fatto che non vale la pena dar adito alle preoccupazioni della gente del posto, in nome del progresso scientifico. Dowsable Chattox, una cartomante e indovina residente a Bramford, non è d'accordo, infatti la sua casa sarà abbattuta quando l'area sarà allagata come parte dell'espansione della centrale. Selina, sorella non sposata del decisamente sinistro dottor Tristan Berger, aveva una relazione con lo scomparso Laxman e questo si rivelerà la chiave del mistero, infatti Laxman è stato ucciso per gelosia da Seth Chattox, figlio della cartomante. Morse è ancora alla centrale mentre Thursday, avendo trovato l'indirizzo della figlia sul retro di una foto nell'appartamento di Morse, rintraccia Joan scoprendo che lei ha una relazione con un uomo sposato. La ragazza ribatte che vuole vivere liberamente la sua vita e quando il suo compagno entra, Thursday è costretto ad andarsene, ma si nasconde nel parcheggio e quando l'uomo esce lo aggredisce minacciandolo di non frequentare mai più la figlia. Successivamente quando Morse torna nel suo appartamento, trova Joan fuori con un occhio nero, il suo compagno violento l'ha pestata e cacciata di casa, la ragazza chiede cosa dovrebbe fare, Morse le risponde: "sposami", ma lei rifiuta in lacrime e se ne va per tornare dall'uomo. Successivamente avviene un pericoloso sabotaggio alla centrale, sventato da Thursday e Morse. Il giovane detective  viene poi chiamato in ospedale, dove Joan giace ricoverata per un aborto. Thursday, ignaro di ciò, è a Buckingham Palace insieme alla moglie, dove riceve la medaglia conferita dalla regina per i "servizi resi", ovvero per aver salvato la centrale elettrica. Thursday ritira anche la medaglia per Morse e la sua promozione a sergente.